# 데모 테이프 (영화)
데모 테이프는 2012년에 개봉한 대한민국의 다큐멘터리 영화이다.

## 줄거리
뮤지컬 배우가 되고자 하는 자신의 실제 꿈과 그 과정을 솔직하게 그린 작품.